# 2025年P. LEAGUE+季後賽
2025年P. LEAGUE+季後賽是P. LEAGUE+（PLG）2024-25賽季季後賽，分為五戰三勝制季後挑戰賽與七戰四勝制總冠軍賽兩個階段。季後挑戰賽於2025年4月24日至4月28日展開，總冠軍賽於5月5日至5月21日進行。P. LEAGUE+以「走著瞧」作為聯盟季後賽口號。

## 對陣圖
|  | 季後挑戰賽 | 季後挑戰賽   | 季後挑戰賽 |  |  | 總冠軍賽 | 總冠軍賽       | 總冠軍賽 |  |
|  |            |              |            |  |  |          |                |          |  |
|  | 2          | 臺北富邦勇士 | 3          |  |  |          |                |          |  |
|  | 3          | 台鋼獵鷹     | 1          |  |  | 1        | 桃園璞園領航猿 | 4        |  |
|  |            |              |            |  |  | 2        | 臺北富邦勇士   | 3        |  |

粗體表示系列賽贏家

## 季後挑戰賽

### 第一場
| 2024年4月24日 19:00 |

| 詳細數據 |

| 台鋼獵鷹 79–91 臺北富邦勇士                             |  |                                                        |
| 每節分數： 25–14、14–20、28–27、12–30                   |  |                                                        |
| 得分： 白薩（15） 篮板： 鉑金（8） 助攻： 谷毛唯嘉（6） |  | 得分： 威西（18） 篮板： 威西（18） 助攻： 陳又瑋（7） |
| 臺北富邦勇士以1比0拔得頭籌                              |  |                                                        |

### 第二場
| 2024年4月25日 19:00 |

| 詳細數據 |

| 台鋼獵鷹 105–108 臺北富邦勇士                              |  |                                                      |
| 每節分數： 16–27、38–18、28–40、23–23                      |  |                                                      |
| 得分： 飛雷神（29） 篮板： 鉑金（12） 助攻： 谷毛唯嘉（7） |  | 得分： 金恩（24） 篮板： 金恩（10） 助攻： 金恩（8） |
| 臺北富邦勇士以2比0聽牌                                     |  |                                                      |

### 第三場
| 2024年4月27日 19:00 |

| 詳細數據 |

| 臺北富邦勇士 104–111 台鋼獵鷹                            |  |                                                            |
| 每節分數： 25–38、28–33、21–26、30–14                    |  |                                                            |
| 得分： 金恩（29） 篮板： 沃特斯（11） 助攻： 陳又瑋（5） |  | 得分： 飛雷神（24） 篮板： 赤崁（11） 助攻： 谷毛唯嘉（8） |
| 台鋼獵鷹追成2比1                                         |  |                                                            |

### 第四場
| 2024年4月28日 19:00 |

| 詳細數據 |

| 臺北富邦勇士 110–90 台鋼獵鷹                                    |  |                                                         |
| 每節分數： 29–29、18–22、31–18、32–21                           |  |                                                         |
| 得分： 莫巴耶 / 柏德（20） 篮板： 威西（16） 助攻： 周桂羽（7） |  | 得分： 鉑金（22） 篮板： 鉑金（9） 助攻： 谷毛唯嘉（7） |
| 臺北富邦勇士以3比1晉級總冠軍賽                                  |  |                                                         |

## 外部連結
- 官方网站